# New Munich Trench British Cemetery
New Munich Trench British Cemetery is een Britse militaire begraafplaats met gesneuvelden uit de Eerste Wereldoorlog, gelegen in de Franse gemeente Beaumont-Hamel in het departement Somme. De begraafplaats werd ontworpen door William Cowlishaw en ligt in het veld op 800 m ten noordoosten van het centrum van Beaumont (Église Notre-Dame-de-l'Assomption). Vanaf de weg naar Beaucourt-sur-l'Ancre bereikt men via een veldweg na 200 m de begraafplaats. Het terrein heeft een rechthoekig grondplan met een oppervlakte van 404 m² en wordt begrensd door een natuurstenen muur. Het Cross of Sacrifice staat centraal tegen de oostelijke muur. De begraafplaats wordt onderhouden door de Commonwealth War Graves Commission.
Er liggen 146 Britten begraven waaronder 18 niet geïdentificeerde. De grote meerderheid van de slachtoffers behoorden bij de Highland Light Infantry die sneuvelden op 18 november 1916.
Zo'n 190 m noordelijker ligt de Frankfurt Trench British Cemetery.

## Geschiedenis
Bij de start van de Slag aan de Somme werd Beaumont-Hamel in de tweede helft van 1916 meermaals aangevallen door de Britten en uiteindelijk door de 51st (Highland) en de 63rd (Royal Naval) Divisions ingenomen op 13 november 1916. De Duitse loopgraaf Munich Trench werd op 15 november 1916 door de 51st (Highland) Division veroverd. De New Munich Trench werd de nacht ervoor door de 2/2nd Highland Field Company en een compagnie van de 8th Royal Scots gegraven en in december daaropvolgend door de 8th Devons verlengd. 
De begraafplaats werd gestart door het V Corps in de lente van 1917, toen hun eenheden het slagveld ontruimden. Zij stond toen ook bekend als V Corps Cemetery No.25. Alle slachtoffers sneuvelden in november 1916 of januari 1917. De meesten van hen behoorden tot de Highland Light Infantry.